# Stipa brachychaetoides
Stipa brachychaetoides är en gräsart som beskrevs av Carlos Luis Spegazzini. Stipa brachychaetoides ingår i släktet fjädergrässläktet, och familjen gräs. Inga underarter finns listade i Catalogue of Life.